# Marcial Basanta
Marcial Basanta es un deportista cubano que compitió en taekwondo. Ganó una medalla de plata en los Juegos Panamericanos de 1991, y dos medallas de bronce en el Campeonato Panamericano de Taekwondo en los años 1990 y 1994.

## Palmarés internacional
| Juegos Panamericanos    | Juegos Panamericanos  | Juegos Panamericanos | Juegos Panamericanos |
| Año                     | Lugar                 | Medalla              | Categoría            |
| ----------------------- | --------------------- | -------------------- | -------------------- |
| 1991                    | La Habana (Cuba)      | Medalla de plata     | –58 kg               |
| Campeonato Panamericano |                       |                      |                      |
| Año                     | Lugar                 | Medalla              | Categoría            |
| 1990                    | Bayamón (Puerto Rico) | Medalla de bronce    | –58 kg               |
| 1994                    | Heredia (Costa Rica)  | Medalla de bronce    | –58 kg               |